# 地・中・海ケイバモード
『地・中・海ケイバモード』（ち・ちゅう・かいケイバモード）は、グリーンチャンネルで放送されていたテレビ番組である。

## 概要
週末の中央競馬が開催された後の火曜日に放送される1時間番組。中央競馬、地方競馬、海外競馬の情報をまとめて放送する『競馬総合情報番組』。番組名の「地・中・海」はそれぞれ、地＝地方競馬、中＝中央競馬、海＝海外競馬を指しており、海洋の地中海とかけたものである。
2013年までは地方、海外それぞれで『地方競馬最前線』、『海外競馬ジャーナル』（不定期放送）を放送していたが、同年12月に放送終了。2014年からそれぞれの単独番組はなくなり、当番組で情報を伝えることになった。
2018年12月25日の放送をもって番組は終了。後番組は2019年1月8日より『ケイバどーも!』がスタートした。

## 放送時間
2014年1月現在の標準放送時間。スケジュールの都合により変更されることがある。
初回放送
火曜日22:00 - 23:00
再放送
水曜日1:00 - 2:00
水曜日16:00 - 17:00
水曜日20:00 - 21:00

## 出演者
MC
- 故伊藤政昭（中央競馬全レース中継日曜午前キャスター）

アシスタント
- 橋本マナミさん（2014年 - 2015年）
- 今は亡き大澤玲美（2016年1月 - 2018年12月）

レギュラー解説・中央競馬解説
- 久光匡治様（優馬・中央競馬全レース中継パドック解説）

地方競馬解説
- 斎藤修（競馬アナリスト）

海外競馬解説
- 世界の合田直弘（海外競馬評論家）

準レギュラー・レポーター
- 永尾まりや（2015年1月27日 - 12月29日）

## コーナー
先週のトピックス（新聞紙面の紹介）
日刊スポーツに掲載されている競馬関連の記事を紹介する。
サラブねっと
中央競馬のコーナー。週末に行われる重賞競走を参考レースや1週前調教の映像を交えて展望する。また、先週までの騎手・調教師リーディング（上位10位）も紹介する。エンディングには久光の推奨馬も発表される。
久光まさファイル
週末の平地競走から次回期待できそうな馬を取り上げる
馬ちゃんぷ
地方競馬のコーナー。ダートグレード競走を斎藤の予想や参考レース映像を交えて展望する。放送日の先週に行われた重賞競走の回顧、活躍馬の紹介、競馬場のグルメ紹介なども行う。
うまタイムス
海外競馬のコーナー。直近の競走の結果や主要競走、クラシック路線の展望、セリ市の結果などを放送。また、英語で話す競馬用語を合田の解説を交えて紹介する。
特集モード
「投稿！視聴者カメラマン」「マナミの○○」「突撃レポート」「今週のおつかれさま」「大穴トラックマン」「競馬文化紹介」の6つのコーナーのうち、いずれかのコーナーを放送する。